# Пижмо щиткове
Пижмо щиткове (Tanacetum corymbosum) — вид рослин з родини айстрових (Asteraceae); поширений на заході Північної Африки, у Європі (крім півночі), на заході Азії.

## Опис
Багаторічна трав'яниста рослина, яка зазвичай досягає висоти від 50 до 100 см. Стовбур прямостійний і розкидано волосистий. Вся рослина дещо ароматна. Листя складаються з трьох-семи пар видовжених подвійно надрізаних листочків. Нижнє листя черешкове, тоді як дуже маленьке верхнє — сидяче. У нещільному суцвітті зазвичай 3–10 (іноді більше) чашеподібних вторинних суцвіть. Квіткові кошики (вторинні суцвіття) мають ширину від 15 до 30 мм; вони містять язичкові й трубчасті квіти. Приквітки бліді, зелені або світло-коричневі. Зигоморфні (мають тільки одну площину симетрії) язичкові квіти білі і лінійно-довгастої форми. Радіально симетричні трубчасті квітки жовті. Період цвітіння зазвичай охоплює червень, липень, серпень. Плід — 2–3 мм сім'янка.

## Поширення
Поширений на заході Північної Африки, у Європі крім півночі, у ближній Азії — Туреччина, Вірменія, Азербайджан, Грузія, Західний Сибір; натуралізований у Данії та Швеції.
В Україні зростає на всій території — у лісах, серед чагарників, на галявинах і сухих луках, у горах до субальпійського пояса.

## Галерея

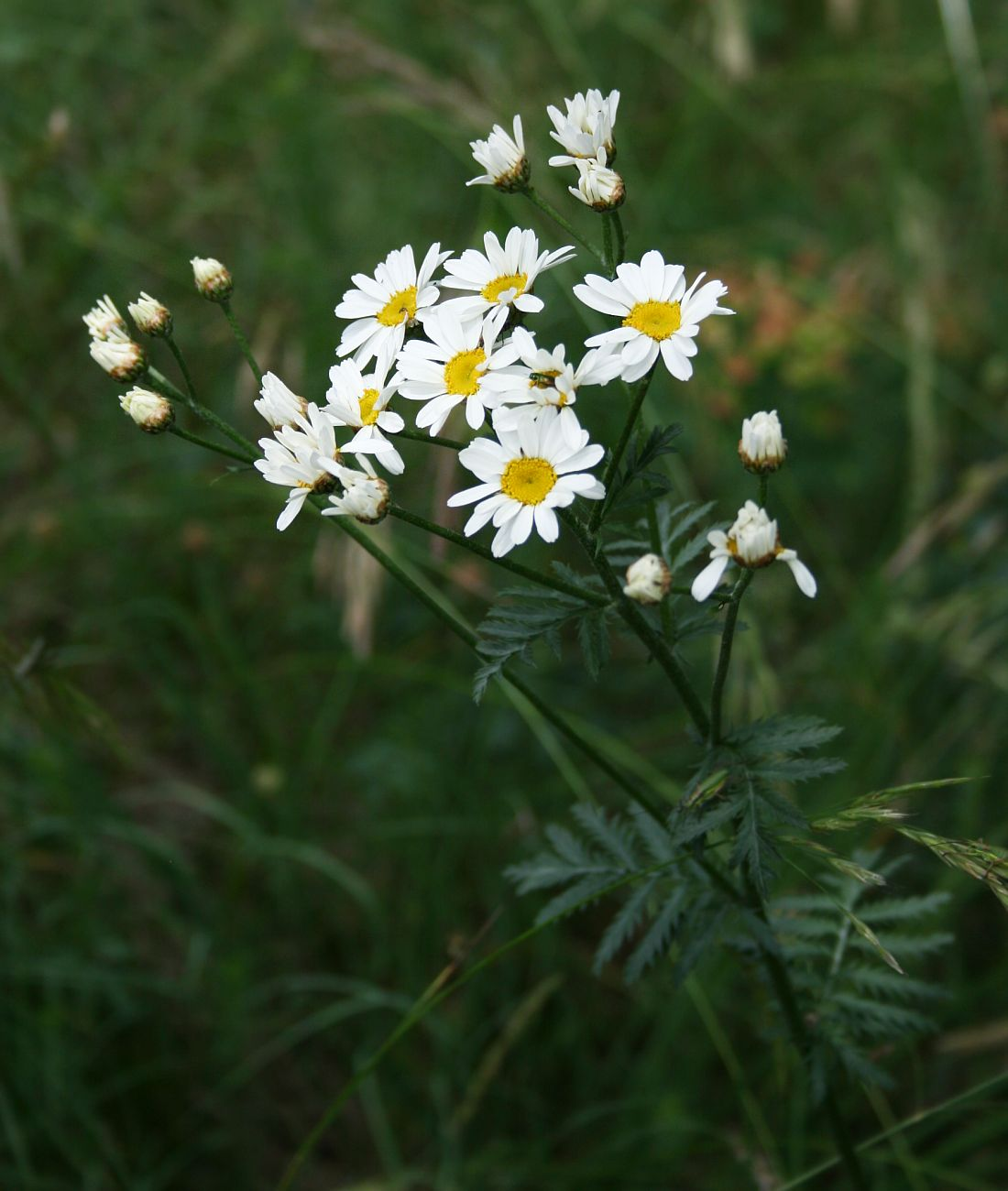
рослина
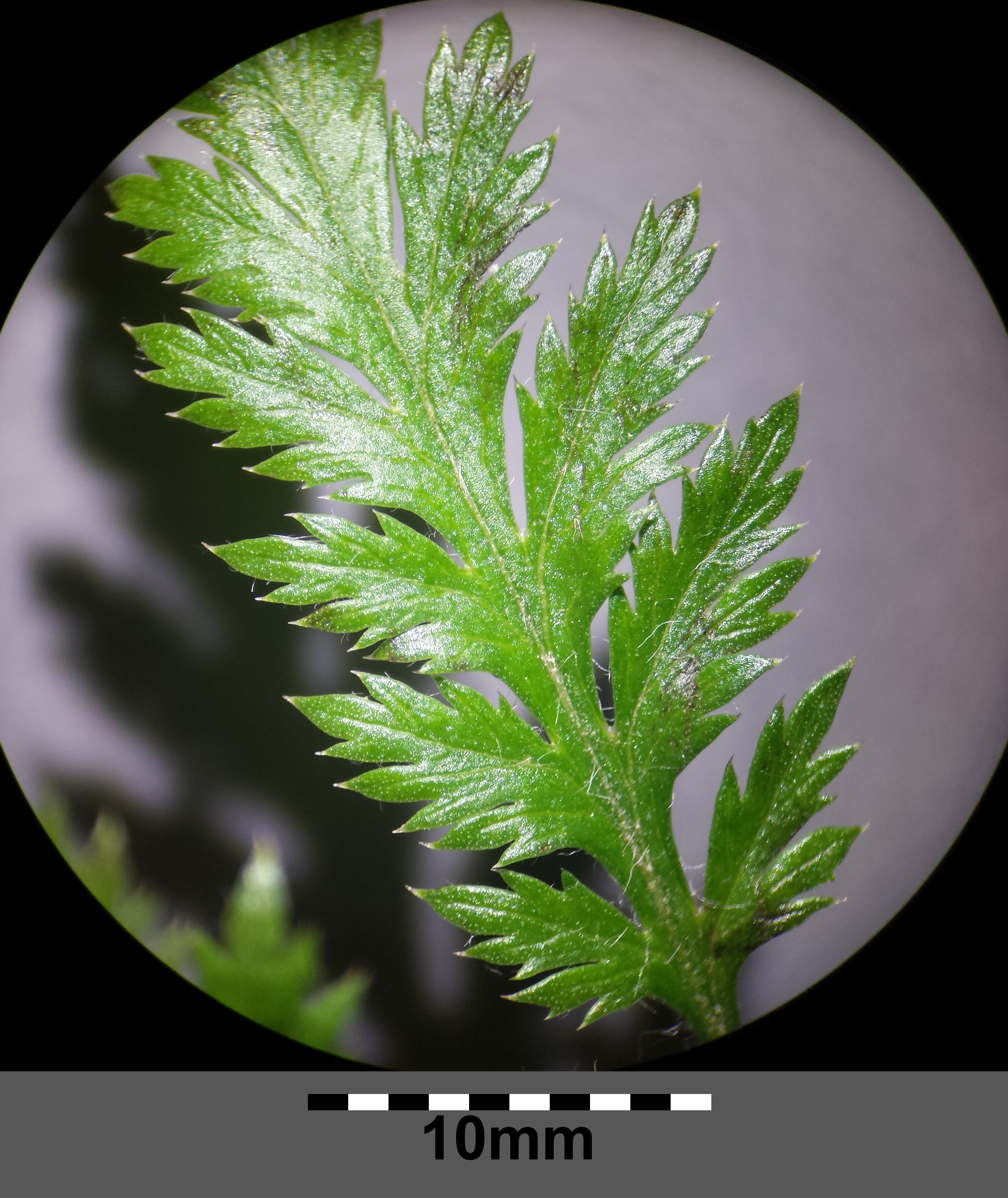
листок (верх)
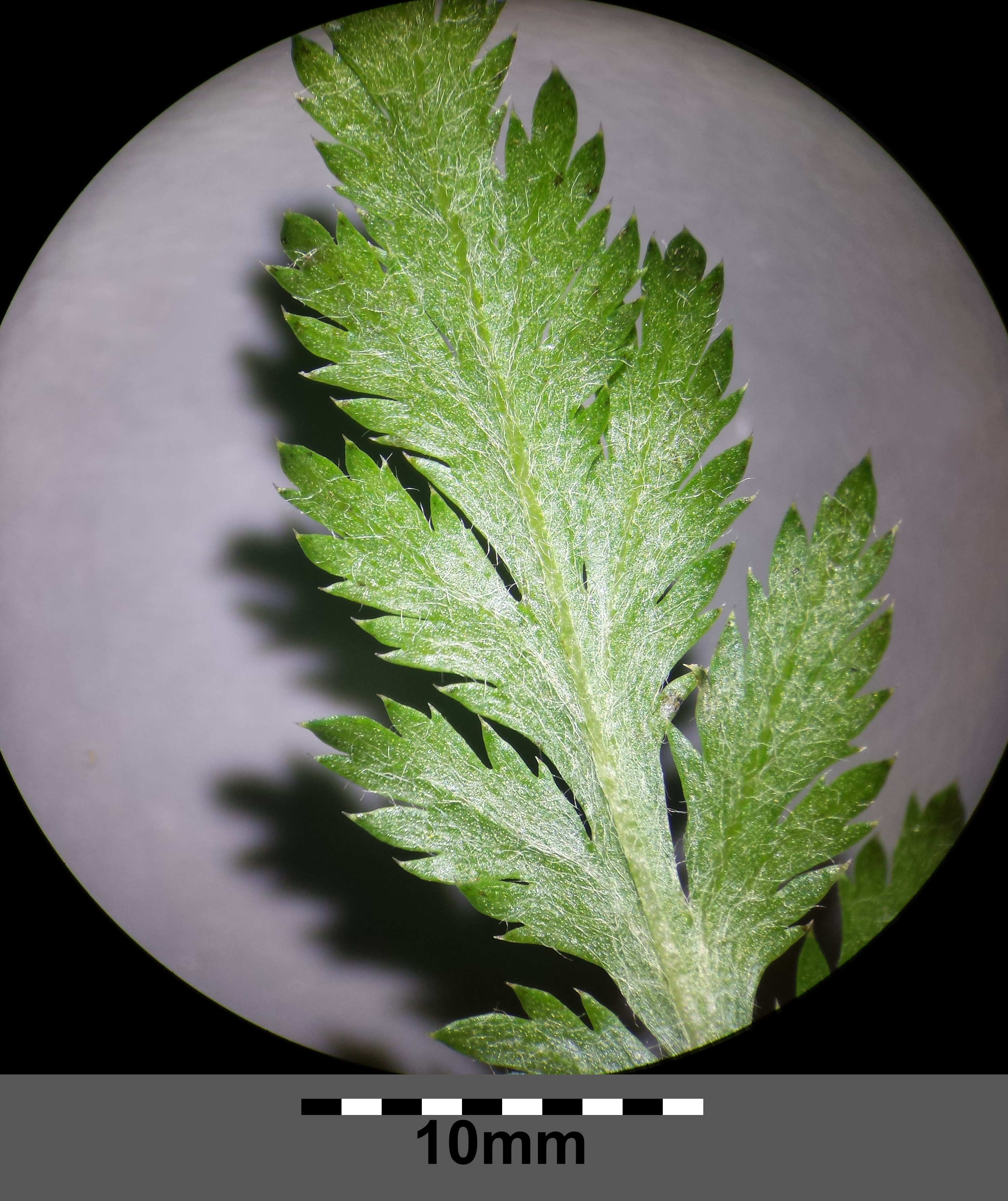
листок (низ)
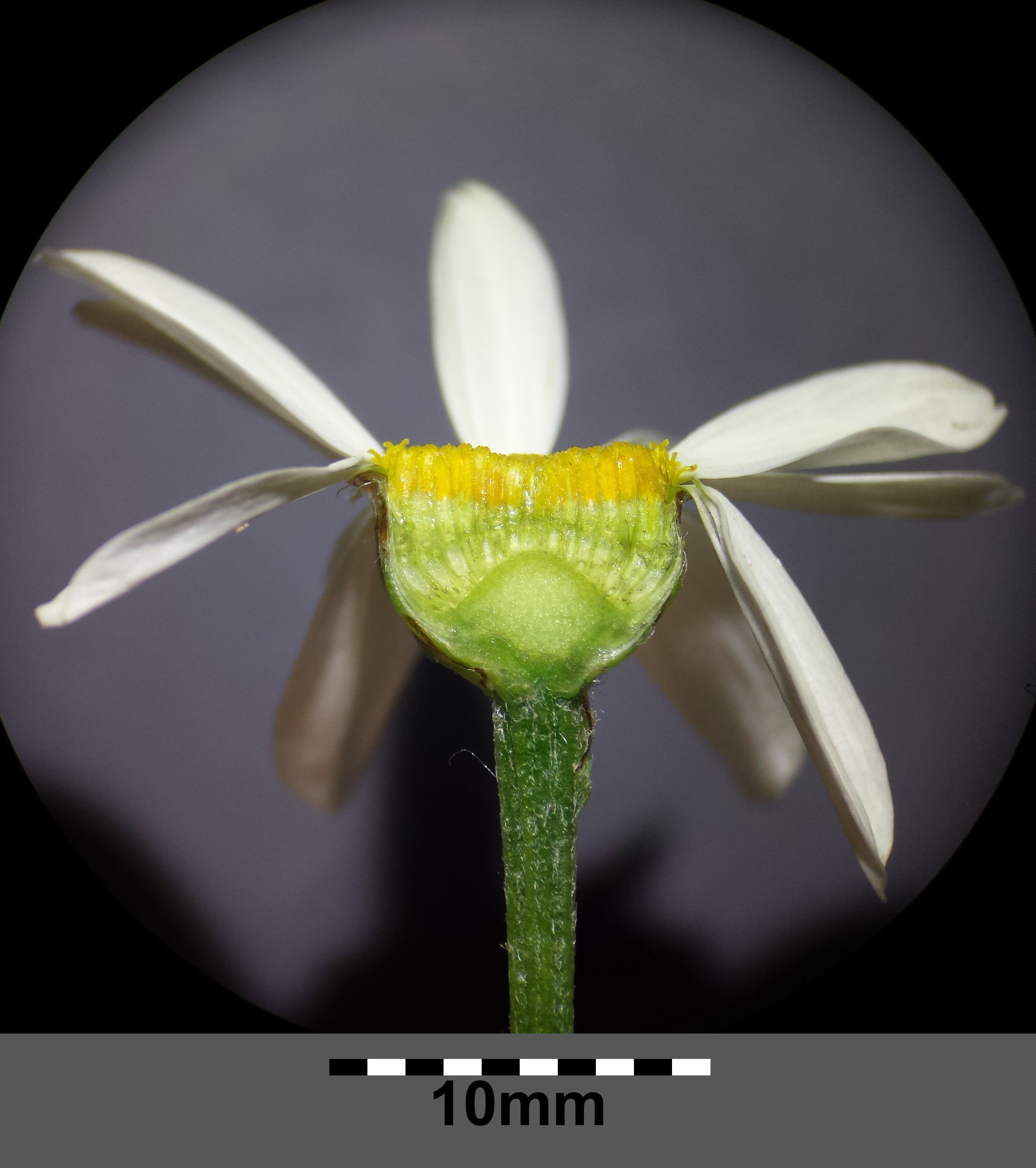
квітковий кошик (у розрізі)
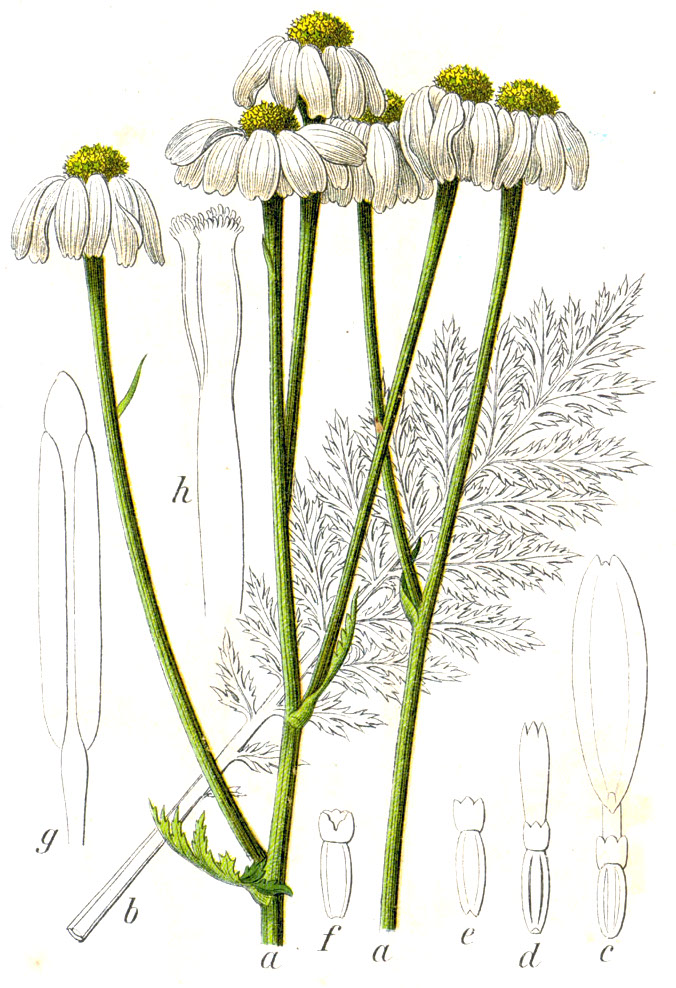
ілюстрація